# Stab (Luftwaffe)

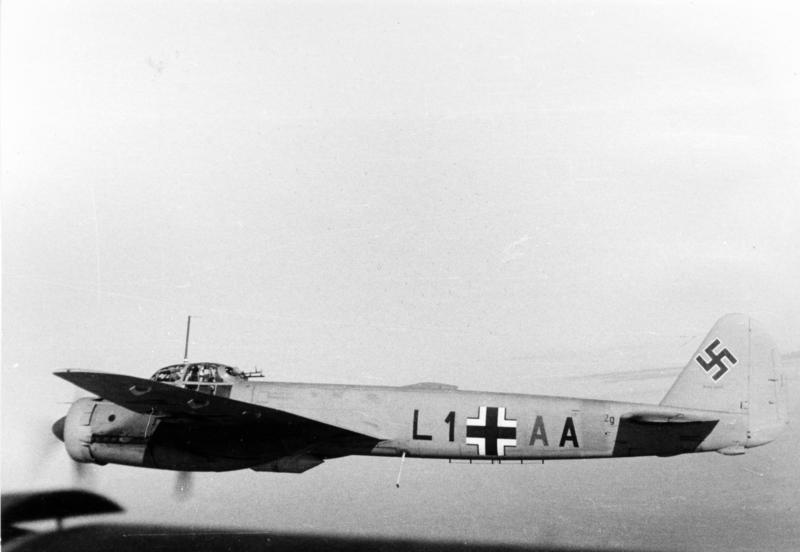
Junkers 88A du Geschwader Stab LG1 portant en troisième position un A de couleur bleue.

Au cours de la Seconde Guerre mondiale, le suffixe Stab a été utilisé dans la Luftwaffe allemande (armée de l'air) pour désigner une compagnie d'état-major. Cela s'applique aux unités subordonnées dans chaque Gruppe ou Geschwader - les unités équivalentes à des Wing et des groupes dans les forces aériennes alliées.
Ces unités de commandement utilisent des lettres d'identification individuelles de couleur bleue ou verte sur leur avion pour distinguer les avions de l'état-major du reste de l'effectif de l'escadrille. Ces unités ont été réparties sous la forme suivante :
- Geschwader Stab = A
- Stab I Gruppen ("Staff Unit, I Group") = B
- Stab II Gruppen = C
- Stab III Gruppen = D
- Stab IV Gruppen = E
- Stab V Gruppen = F

À certaines occasions, ils ont également utilisé des lettres G, Q, I, J, W et d'autres, ou des chiffres, mais ceux-ci ont été utilisés moins fréquemment. Ces unités utilisent le signe rouge-bleu ou bleu-blanc-bleu de la Défense du Reich. Sous le cockpit, le grade du commandant de l'escadrille était indiqué par un signe de rang, avec ou sans lettres supplémentaires tel que mentionné ci-dessus.
Par exemple :
- Un avion codifié A, en couleur verte, avec D/St.III/St.G.77, indique que c'est l'avion d'un membre du Stab (état-major) de la III/Stukageschwader (Bombardier en piqué) No. 77.
- Un avion codifié AG, en couleur verte, avec un petit panzer (char) peint en blanc près du cockpit, et S.G. 1, indique que c'est un membre du Stab (état-major) du Schlachtgeschwader  (Attaque au sol) No. 1.

### Sources
- (en) Cet article est partiellement ou en totalité issu de l’article de Wikipédia en anglais intitulé « Stab (Luftwaffe designation) » (voir la liste des auteurs).